# 曹琛
曹琛（1466年—？），字廷實，山東兖州府濟寧州嘉祥縣人，民籍，明朝政治人物。

## 生平
山東鄉試第二名舉人。弘治九年（1496年）中式丙辰科會試第二十六名，三甲第一百九十八名進士。

## 家族
曾祖曹彥貞；祖父曹，義官；父曹鐸，鄉知縣。母徐氏。具庆下。兄福、貴、玉、玧。弟琳、瑠。